# ドロテア・ヘートヴィヒ・フォン・ブラウンシュヴァイク＝ヴォルフェンビュッテル
ドロテア・ヘートヴィヒ・フォン・ブラウンシュヴァイク＝ヴォルフェンビュッテル（ドイツ語：Dorothea Hedwig von Braunschweig-Wolfenbüttel, 1587年2月3日 - 1609年10月16日）は、アンハルト＝ツェルプスト侯ルドルフの妃。

## 生涯
ドロテア・ヘートヴィヒはブラウンシュヴァイク＝ヴォルフェンビュッテル公ハインリヒ・ユリウスと、ザクセン選帝侯アウグストの娘ドロテアの長子である。ドロテア・ヘートヴィヒの出産時に母ドロテアは死去した。
1605年12月29日にヴォルフェンビュッテルにおいて、アンハルト＝ツェルプスト侯ルドルフと結婚した。4人目の子の出産時にドロテア・ヘートヴィヒは死去し、ドロテア・ヘートヴィヒの死から1時間後に生まれた女児も死産であった。ドロテア・ヘートヴィヒはツェルプストのザンクト・バルトロメイ教会に埋葬された。座右の銘は「主を恐れることは知恵の始まり」であった
。

## 子女
- 女子（1606年）
- ドロテア（1607年 - 1634年） - 1623年にブラウンシュヴァイク＝ヴォルフェンビュッテル公アウグスト2世と結婚
- エレオノーレ（1608年 - 1680年） - 1632年にシュレースヴィヒ＝ホルシュタイン＝ゾンダーブルク＝ノルブルク公フリードリヒと結婚
- 女子（1609年）